# Аррою-ду-Падри
Аррою-ду-Падри (порт. Arroio do Padre) — муниципалитет в Бразилии, входит в штат Риу-Гранди-ду-Сул. Составная часть мезорегиона Юго-восток штата Риу-Гранди-ду-Сул. Входит в экономико-статистический микрорегион Пелотас. Население составляет 2734 человека на 2007 год. Занимает площадь 124,321 км². Плотность населения — 22,03 чел./км².
Праздник города — 17 апреля.

## История
Город основан 17 апреля 1996 года.

## Статистика
- Валовой внутренний продукт на 2003 составляет 17 629 406,00 реалов (данные: Бразильский институт географии и статистики).
- Валовой внутренний продукт на душу населения на 2003 составляет 6436,43 реала (данные: Бразильский институт географии и статистики).

## География
Климат местности: субтропический. В соответствии с классификацией Кёппена, климат относится к категории Cfb.